# Choucador superbe
Lamprotornis superbus
Pour les autres espèces de spréos, voir Spréo.
Espèce
Statut de conservation UICN

 LC  : Préoccupation mineure
Le Choucador superbe ou Spréo superbe (Lamprotornis superbus) est une espèce d'oiseaux de la famille des Sturnidae et que l'on rencontre en Afrique de l'Est. C'est une espèce facilement reconnaissable à son ventre couleur noisette et à ses parties supérieures bleu-noir iridescentes.

## Description

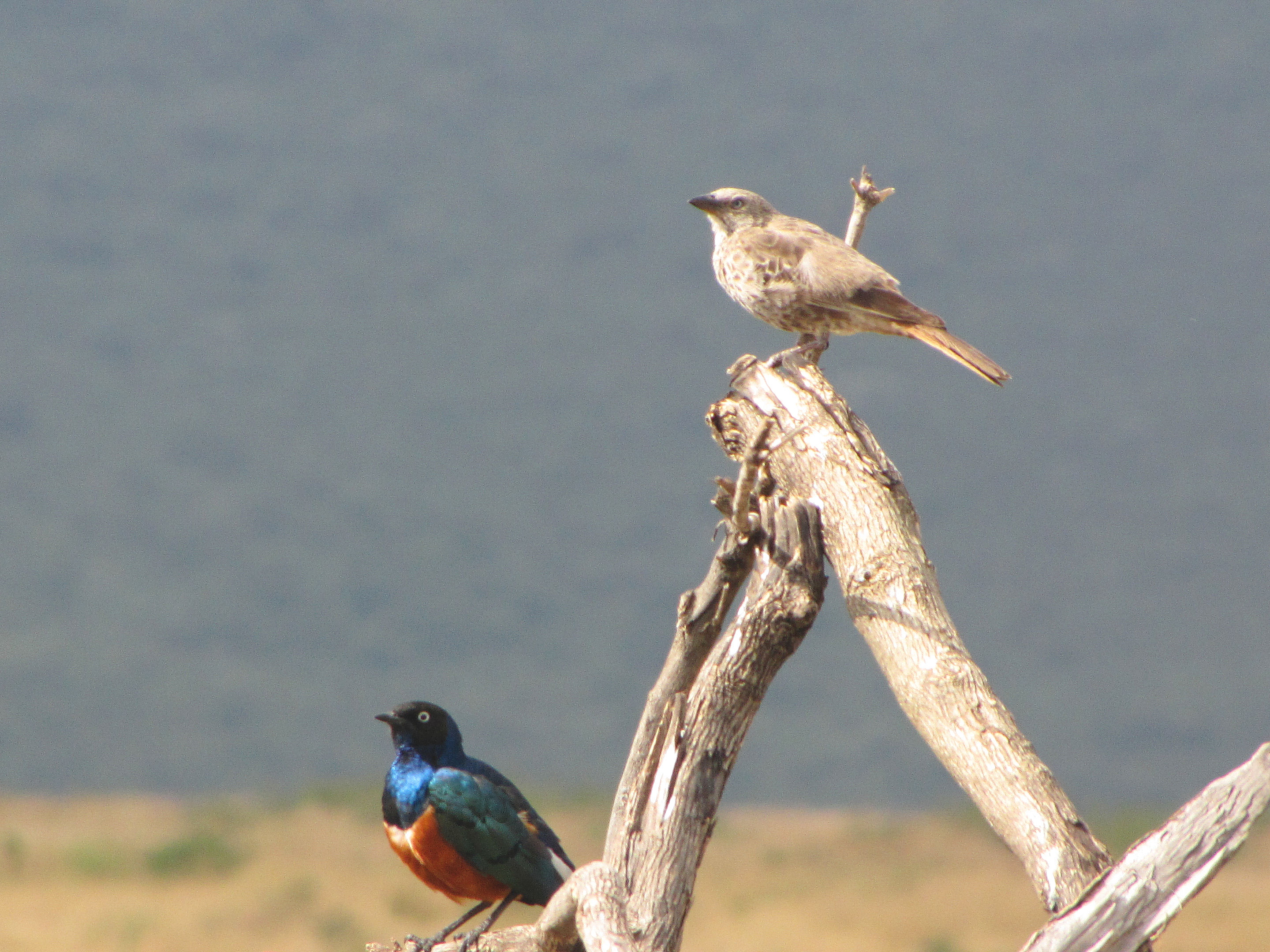
Un Choucador superbe aux côtés d'un Histurgopse à queue rouge, dans le Parc national du Serengeti (Tanzanie).

Il mesure 18 à 19 cm de long. Les adultes ont la tête noire et le dos, le haut de la poitrine, les ailes et la queue d'un bleu-vert irisé. Le ventre est rouge-orangé, séparé de la poitrine bleue par une barre blanche. Le dessous de la queue et l'intérieur du dessous des ailes est blanc. Les juvéniles ont un plumage plus terne et une très fine bande blanche sur la poitrine. Leur iris est brun, puis gris-blanc, et finalement crème à terme chez l'adulte.
Il a un chant haut et fort composé de trilles et de gazouillis. En milieu de journée, il a un chant plus doux aux mélodies répétées. Il existe plusieurs appels rauques, le plus complexe étant décrit comme un bruit strident, un crissement skerrrreeee-cherrrroo-tcherreeeeeet.

## Écologie et comportement

### Alimentation

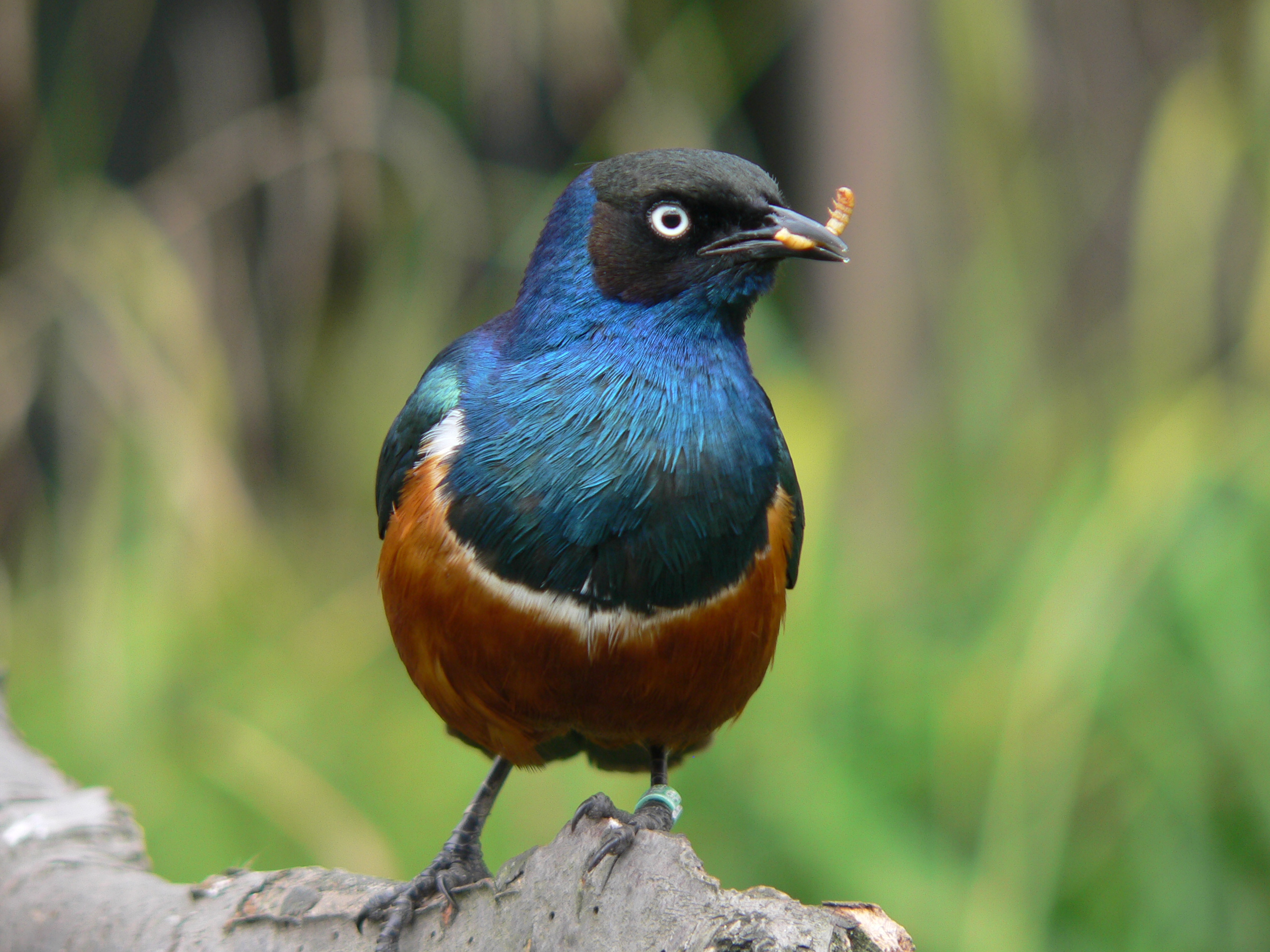
Choucador superbe avec une larve au bec.

Il se nourrit principalement d'insectes, de vers, de céréales et de fruits qu'il recherche sur le sol mais en milieu urbain il s'approche des humains pour se nourrir.

### Reproduction
Il construit son nid dans des buissons, des arbres de taille moyenne et dans les rochers. À chaque couvée, la femelle pond environ 2 à 3 œufs qui sont incubés pendant quatorze  jours. Le soin des poussins est assuré par les deux parents.

### Relations sociales
Une étude parue dans la revue Nature en 2025 et fondée sur des informations rassemblées durant vingt ans montre que les choucadors superbes s'entraident en dehors du cadre familial, et cela sur de longues durées, chaque oiseau aidant l'autre dans l'attente de s'attirer un service réciproque plus tard. Ce type de lien se rapproche de ce que les humains appellent une amitié,.

## Répartition
Il est commun en Afrique de l'Est, et notamment en Éthiopie, en Somalie, en Ouganda, au Kenya et en Tanzanie.

## Taxinomie
Lamprotornis superbus était autrefois classé dans le genre Spreo sous le nom Spreo superbus.

### Références taxinomiques

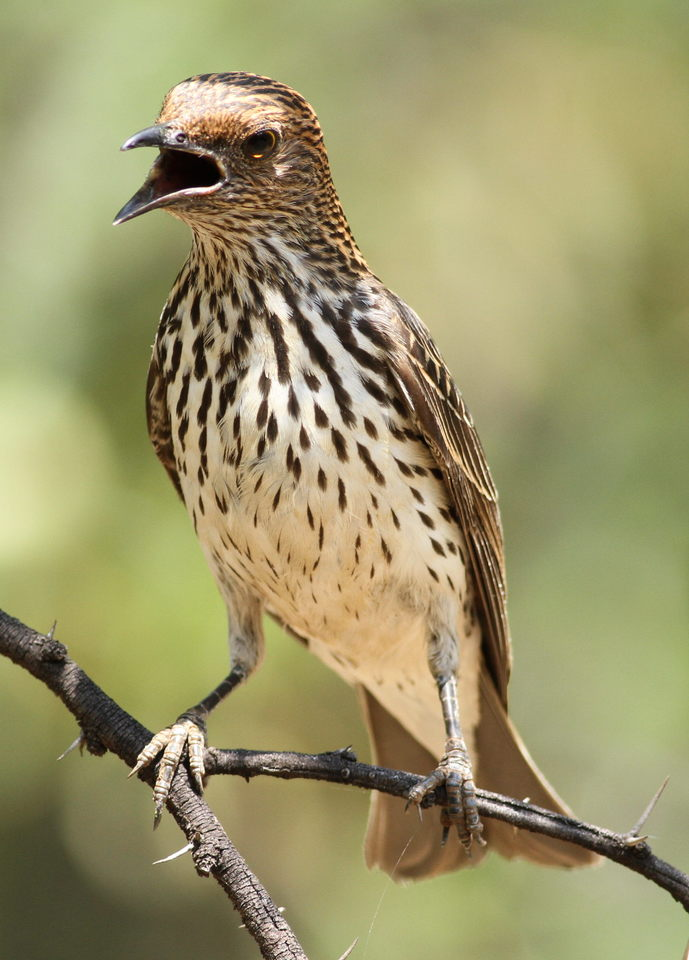
femelle

## Galerie

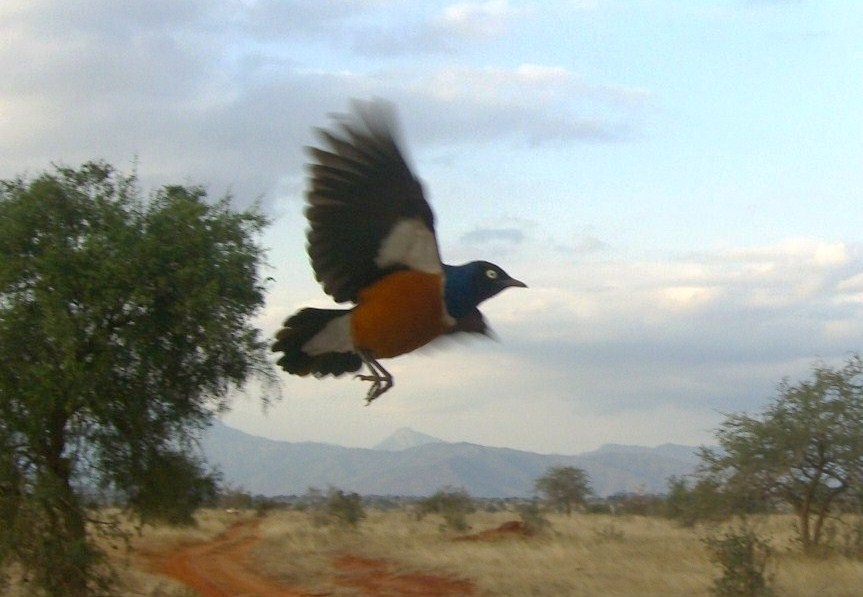
En vol.
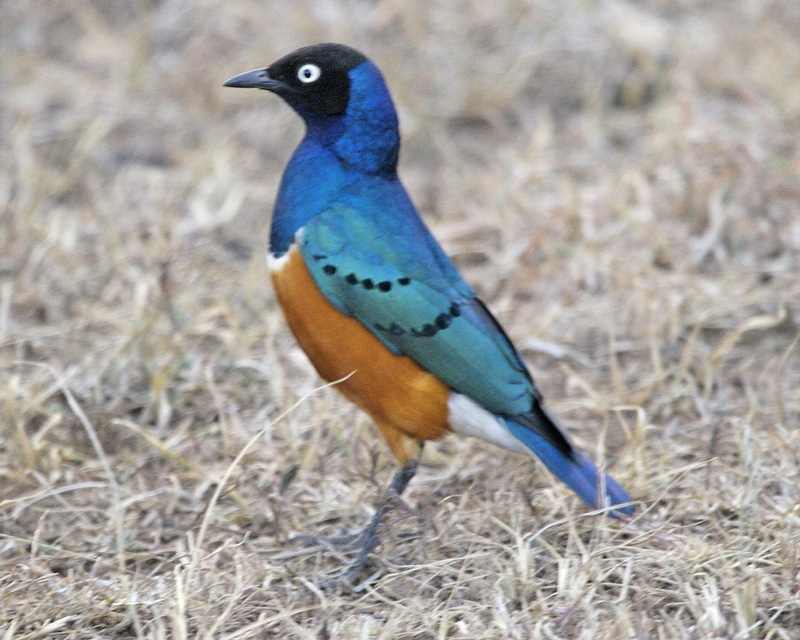
Au Kenya
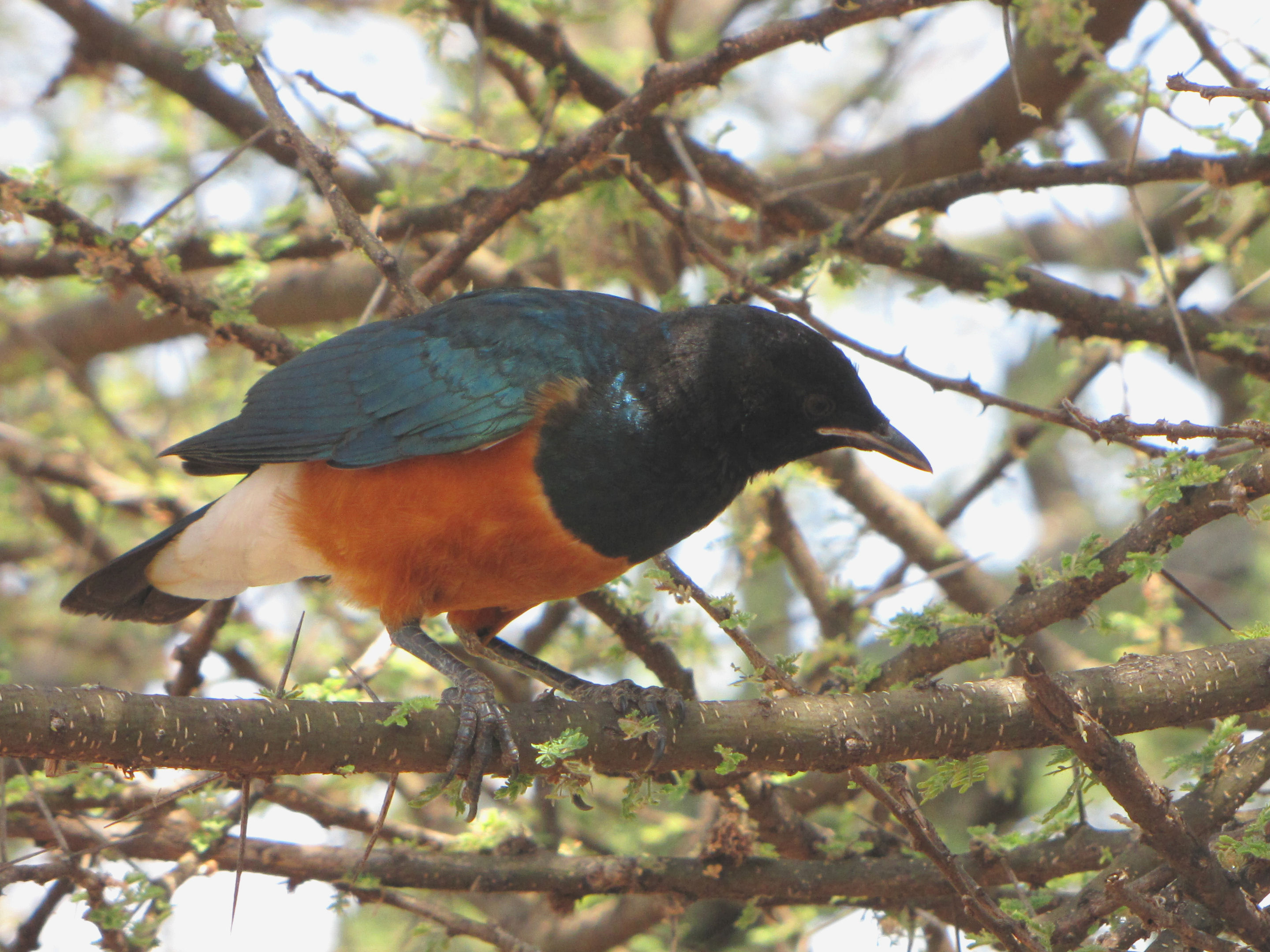
Sub-adulte
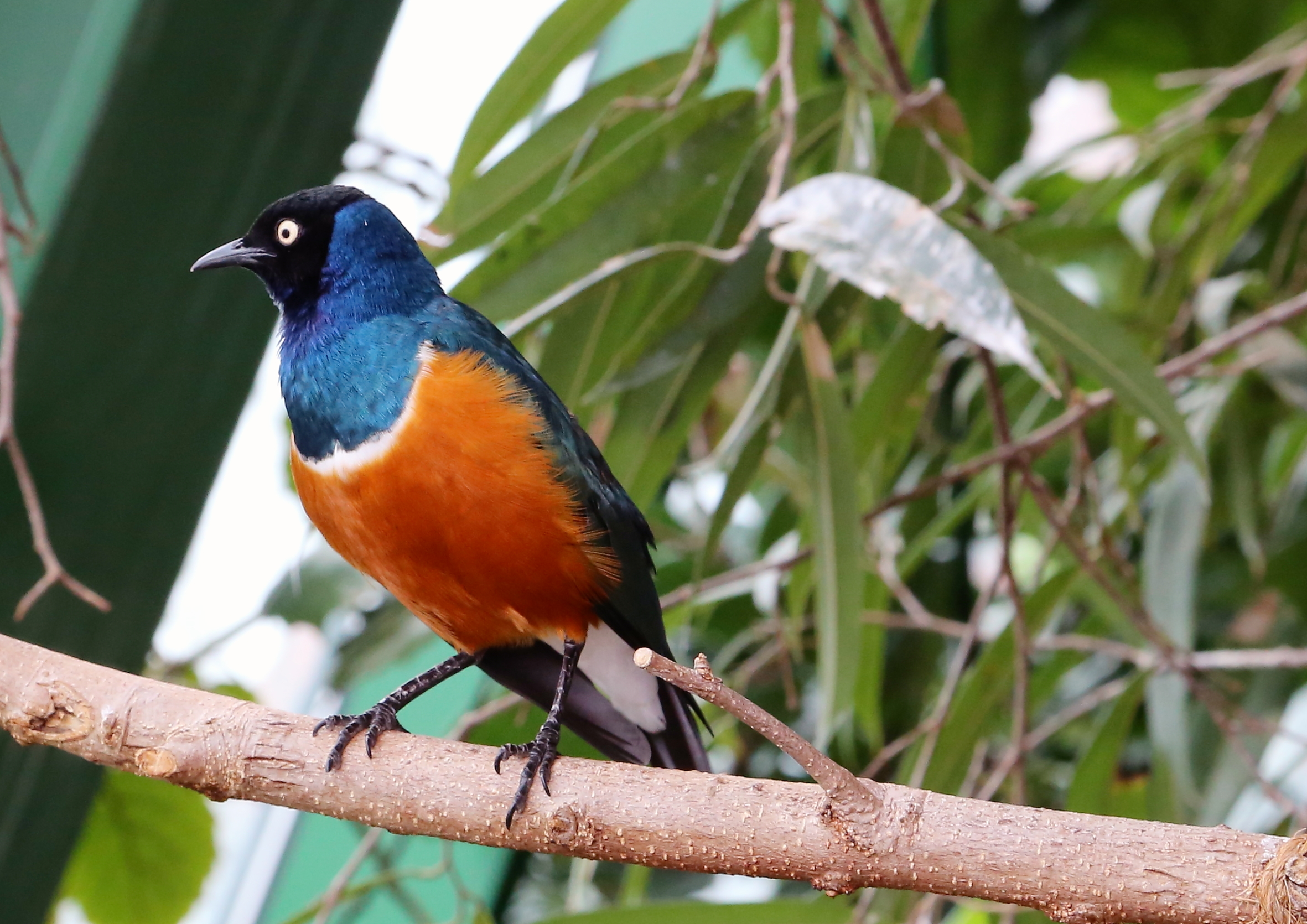
Vienne[pas clair]